# Zori, Santos y Codeso
Zori, Santos y Codeso fue un trío cómico español integrado por Tomás Zori, Fernando Santos y Manolo Codeso, especializados en el género de la revista.

## Trayectoria
El trío se forma bajo los auspicios del empresario teatral Mariano Madrid en 1942, año en que además debutan sobre los escenarios con la obra Don Quintín, el amargao, de Carlos Arniches, en La Coruña.
Aprovechando el progresivo auge del género de la revista en España a partir de los años cuarenta, el trío comienza a participar en ese tipo de espectáculos musicales y su popularidad entre el público aumenta a medida que van cosechando éxito tras éxito.
Por fin el 14 de abril de 1947 estrenan en el Teatro La Latina de Madrid, junto a la vedette Florinda Chico, la que es una de las piezas más destacadas del género: La blanca doble. El éxito arrollador del espectáculo propicia que, con el respaldo del Maestro Guerrero, formen Compañía propia, que en 1952 estrena en Valencia Oriente y accidente, de Carlos Llopis y música de Fernando García Morcillo.
En los años siguientes consolidan su trayectoria ascendente y se sitúan entre los favoritos del público teatral español. Durante esos años interpretan espectáculos como Pescando millones, Metidos en harina, de Baz y Morcillo Carolina de mi corazón o Los babilonios. Y acompañan a artistas como Queta Claver y Celia Gámez.
En 1962 Manolo Codeso decide abandonar el grupo para emprender su carrera artística en solitario, de forma que el trío se convierte en dúo: Zori y Santos. La pareja continuará su carrera con títulos que incluyen El guardia y el taxista (1966), Tres gotas nada más (1971), Un, dos, tres... cásate otra vez (1972), El cuento de la lechera (1973) y La señora es el señor (1975), acompañando a las vedettes Lina Morgan y Esperanza Roy.  Además, en 1965 protagonizaron la serie de televisión Tal para cual. En 1977 además, interpretaron a Mihura en A media luz los tres, con Mary Paz Pondal.
Continuaron en activo como pareja hasta los años noventa y compaginaron su labor teatral en montajes como Hay que decir sí al amor (1983-1984) junto a Lina Morgan con sketches cómicos para televisión en programas como Aplauso (en los años 70-80) o Tutti Frutti (a principios de los noventa).
Zori, Santos y Codeso volvieron a reunirse por última vez el 20 de diciembre de 1991 en el Teatro Olympia de Valencia para representar de nuevo uno de sus mayores éxitos de antaño: Metidos en harina.